# Blees
Blees je rijeka koja teče kroz Luksemburg, ulijeva se u Sauer kod Bleesbrucka. Protječe kroz gradove Hosingen, Brandenbourg i Bastendorf.

## Vanjske poveznice
|  | Zajednički poslužitelj ima još gradiva o temi Blees |